# Miguel de Agia
Miguel de Agia (Valencia, 1550 - Lima, 161?) fue un clérigo franciscano.

## Biografía
Con apenas estudios elementales, pasó a Guatemala en 1563, donde ingresó al noviciado de la Orden de San Francisco. Una vez profeso, se desempeñó como lector de Artes y Teología, así como ejerció los cargos de guardián y definidor en su convento.
Trasladado a Lima, es posible que cursara Cánones y Leyes en la Universidad de San Marcos, hasta optar el grado de Doctor. En el convento de su orden también fue lector de Teología.
Retornó a España en mayo de 1594 como procurador de la provincia franciscana del Perú, donde luego de cumplir su cometido, volvió a Lima.
Impresionado por el descontento provocado por la Real Cédula del 24 de noviembre de 1601, que disponía la abolición de los servicios personales de los indios, decidió visitar Huancavelica, para comprobar las condiciones de trabajo en las minas de azogue. Como resultado de esa experiencia escribió el Tratado que contiene tres pareceres graves en derecho sobre servicios personales y repartimientos de indios... (1604), el cual recibió la aprobación de notables académicos como Pedro Muñiz y Molina.
En su obra, si bien reconoce la inhumanidad de las condiciones a las cuales estaban sometidos los indios en las minas, e inclusive llega a proponer que se cierren algunas de sus labores, admite la continuación de los servicios personales porque alega el dominio del Rey sobre los indios y la necesidad de priorizar el bien general antes que la particular situación de aquellos súbditos. Sin embargo, sus argumentos y conclusiones fueron impugandos por los franciscanos Miguel de Aguayo (1605) y Juan de Silva (1613), así como el jesuita Francisco Coello.